# Kirby's Dream Land
Kirby's Dream Land (星のカービィ, Hoshi no Kābī, lit. "Kirby das Estrelas") é um jogo eletrônico de plataforma desenvolvido pela HAL Laboratory e publicado pela Nintendo para o Game Boy. Lançado em 1992, é o primeiro jogo da série Kirby e marca a estréia do personagem. Sendo o título inaugural, estabeleceu muitas convenções que apareceriam posteriormente na série. Entretanto, a icônica habilidade de cópia de Kirby só surgiria em Kirby's Adventure, lançado no ano seguinte para o NES.
Kirby's Dream Land foi projetado por Masahiro Sakurai como um jogo simples e fácil de se jogar para principiantes. Para jogadores experientes, no entanto, há desafios opcionais tais como um modo difícil e a possibilidade de editar a energia máxima de Kirby e o número inicial de vidas.
O jogo foi relançado em 2011 para o Virtual Console de 3DS, e foi incluso, ainda, na coletânea comemorativa dos 20 anos da franquia, a Kirby's Dream Collection, lançada em 2012 para o Wii.

## Enredo
"Numa estrelinha algures, longe, muito longe da Terra, há um lugar muito especial conhecido como Terra dos Sonhos (Dream Land). Seus habitantes são um povo muito feliz, que usa suas Estrelas Cintilantes (Sparkling Stars) mágicas para brincar e trabalhar em meio aos céus. Eis que, numa certa noite, em meio à escuridão, o guloso Rei Dedede e seu bando podre de ladrões irromperam do vizinho Monte Dedede para uma merenda noturna na Terra dos Sonhos. Aí, eles roubaram toda a comida dos habitantes, assim como suas preciosas Estrelas Cintilantes. Sem elas para obter comida, o povo ficou muito faminto. Subitamente, um jovenzinho enérgico chamado Kirby apareceu e disse: 'Não vos preocupeis! Eu vou recuperar vossa comida e vossas estrelas!'. Com essas palavras, Kirby partiu para sua demanda rumo ao temível Mt. Dedede."

## Jogabilidade
Kirby's Dream Land é um jogo de ação e plataforma. Tal como muito outros videojogos de plataforma das eras 8 e 16-bit, as fases são de progressão lateral, jogadas em um plano bidimensional no qual Kirby pode mover-se à esquerda ou à direita, abaixar-se e saltar. Kirby é capaz de aspirar objetos e inimigos próximos, podendo, em seguida, engoli-los ou baforá-los, o que serve como um ataque projétil; alguns inimigos, porém, como os chefes intermediários, não podem ser aspirados. Além de andar e saltar, Kirby também pode voar tragando ar e batendo os braços. Enquanto voa, Kirby pode baforar uma Pelota de Ar (Air Pellet) para atacar inimigos, o que, todavia, interrompe seu voo. Kirby pode ainda atacar inimigos caindo sobre eles a partir de certa altura.
Diferentemente das habilidades de cópia presentes nos títulos posteriores, Kirby's Dream Land possui potenciadores (power-ups) mais tradicionais, que lhe conferem habilidades temporárias quando os obtém. São itens que aparecem na forma de comida, tais como a Comida Picante (Spicy Food), que permite Kirby atacar soprando pelotas de fogo, ou a Folha de Hortelã (Mint Leaf), com a qual Kirby pode disparar um rápido fluxo de Pelotas de Ar sem perder o voo.
O jogo se passa no reino do Rei Dedede, o qual consiste em cinco estágios: Verduras Verdes (Green Greens), Castelo Lololo (Castle Lololo), Ilhas Flutuantes (Float Islands), Nuvens Borbulhantes (Bubbly Clouds) e o Monte Dedede (Mt. Dedede). Ao fim de cada estágio, há um último chefe, o qual Kirby deve derrotar para recuperar uma das Estrelas Cintilantes roubadas pelo Rei Dedede. Com exceção do chefe do final do estágio 3, que pode ser atacado com Pelotas de Ar, para atacar os demais Kirby deve baforar neles objetos ou inimigos aspirados. No último estágio, antes de enfrentar o Rei Dedede, Kirby enfrenta todos os chefes anteriores novamente.

## Desenvolvimento
Kirby's Dream Land foi desenvolvido por Masahiro Sakurai, da HAL Laboratory. Kirby inicialmente era um "manequim" usado pelos desenvolvedores até que pudessem definir uma imagem mais sofisticada. Entretanto, eles acabaram gostando tanto de Kirby que decidiram mantê-lo em vez de usar um personagem mais elaborado. A princípio, ele seria chamado Popopo (ポポポ) e o jogo, Twinkle Popo  (ティンクル・ポポ Tinkuru Popo; lit."Popo Cintilante"). Por fim, o personagem foi renomeado Kirby e o jogo, Hoshi no Kirby (Kirby das Estrelas) no Japão e Kirby's Dream Land no Ocidente. Durante o desenvolvimento do então Twinkle Popo, a cor do personagem Popopo/Kirby ainda não havia sido decidida. Masahiro Sakurai o queria rosado, mas Shigeru Miyamoto o imaginava amarelo, até que a Nintendo manteve a escolha de Sakurai. Jogos posteriores, no entanto, passaram a utilizar o Kirby amarelo para representar o segundo jogador num modo multijogador. Quando Hoshi no Kirby foi lançado no Japão, Kirby foi representado na cor rosada na arte de capa. Nos EUA, contudo, o personagem foi representado na cor branca, baseado no visual monocromático do Game Boy.
A trilha sonora do jogo foi composta por Jun Ishikawa, o qual tem sido um compositor regular da série.